# Raitenbach (Gleitsbach)
Der Raitenbach ist ein Bach des Oberpfälzer Waldes im Nordosten Bayerns im Gebiet der kreisfreien Stadt Weiden in der Oberpfalz und später im Landkreis Neustadt an der Waldnaab. Nach etwa 51⁄2 km langem Lauf insgesamt nach Südsüdwesten mündet er bei Irchenrieth von links in den Gleitsbach.

## Geographie

### Verlauf
Der Raitenbach entspringt etwa 150 Meter östlich des Ortsrandes von Matzlesrieth auf etwa 591 m ü. NHN. Er fließt anfangs südwärts und tritt bald in ein Waldgebiet ein, wo er einige Weiher durchläuft und sich mehr und mehr nach Südwesten wendet. Nachdem er von der die beiden Orte verbindende Kreisstraße WEN 29 überquert wurde, tritt er zwischen Oedenthal im Westen und Trauschendorf im Südosten in die Raitenbachtal genannte Waldschlucht ein, wo er lange Grenzbach zwischen Weiden und dem Landkreis Neustadt an der Waldnaab ist.
Er tritt dann auf die Gemarkung der Gemeinde Irchenrieth im Landkreis über, das Tal weitet sich und der Bach verlässt kurz vor Unterquerung der B 22 auch das Waldgebiet. Er durchläuft auf deren anderer Seite das Dorf Irchenrieth und fließt etwa einen Viertelkilometer nach der unteren Ortsgrenze von links und auf etwa 416 m ü. NHN in den Gleitsbach ein.
Der Raitenbach mündet nach 5,5 km langem Lauf mit mittlerem Sohlgefälle von 32 ‰ etwa 175 Höhenmeter unterhalb des Ursprungs bei Matzlesrieth. 

### Einzugsgebiet
Das 5,2 km² große Einzugsgebiet liegt im Oberpfälzer Wald. Der mit 635 m ü. NHN höchste Punkt liegt wenig westlich von Matzlesrieth auf einem nördlichen Nebengipfel des Heiligdreifaltigkeitsbergs. Im Untergrund liegt überwiegend Gneis. Die Landschaft ist aus Wäldern, Äckern und am wenigsten Wiesen zusammengesetzt.
Im Westen grenzt durchweg das Einzugsgebiet des aufnehmenden Gleitbachs an, im Nordosten das des Pointgrabens, der zur Luhe fließt, von der das Teileinzugsgebiet des Trauschenbachs sowie unmittelbares Einzugsgebiet im Osten liegt. Im Südosten konkurriert der Hennenbach unterhalb des Raitenbachs zum Gleitsbach, der in die Luhe abfließt.